# Carex trifida
Carex trifida là một loài thực vật có hoa trong họ Cói. Loài này được Cav. mô tả khoa học đầu tiên năm 1799.